# PhotoFiltre
PhotoFiltre (PF) é um software editor de imagens desenvolvido por Antonio Da Cruz. 
Criado em 2001, desde abril de 2005 é apresentado em versões gratuita e paga. Esta última com o nome de PhotoFiltre Studio (PFS) oferece mais recursos que a versão gratuita.
O programa possui inúmeros recursos e vários filtros para montagens e efeitos em fotos, aceita plugins e está disponivel em vários idiomas, inclusive o Português brasileiro.